# ريجينا سبيكتور
ريجينا إليينخنا سبيكتور (بالروسية: Реги́нa Ильи́нична Спе́ктор) و(بالإنجليزية: Regina Ilyinichna Spektor)‏ هي مغنية وكاتبة أغاني وعازفة بيانو أمريكية من أصل يهودي روسي ولدت في يوم 18 فبراير 1980 في مدينة موسكو، ولدت لعائلة تشتغل بالموسيقى حيث والدها عازف كمان ووالدتها بروفيسورة موسيقى سابقة في الاتحاد السوفيتي، في عمر ال9 سنوات هاجرت عائلتها إلى الولايات المتحدة وإستقرت في مدينة نيويورك وفي سن ال16 بدأت باحتراف الغناء وإحتلت أغانيها المراتب الأولى في الولايات المتحدة.

## روابط خارجية
- ريجينا سبيكتور على موقع IMDb (الإنجليزية)
- ريجينا سبيكتور على موقع روتن توميتوز (الإنجليزية)
- ريجينا سبيكتور على موقع ميوزك برينز (الإنجليزية)
- ريجينا سبيكتور على موقع رولينغ ستون (الإنجليزية)
- ريجينا سبيكتور على موقع إن إن دي بي (الإنجليزية)
- ريجينا سبيكتور على موقع أول ميوزيك (الإنجليزية)
- ريجينا سبيكتور على موقع ديسكوغز (الإنجليزية)
- ريجينا سبيكتور على موقع قاعدة بيانات الفيلم (الإنجليزية)